# Max Barduleck

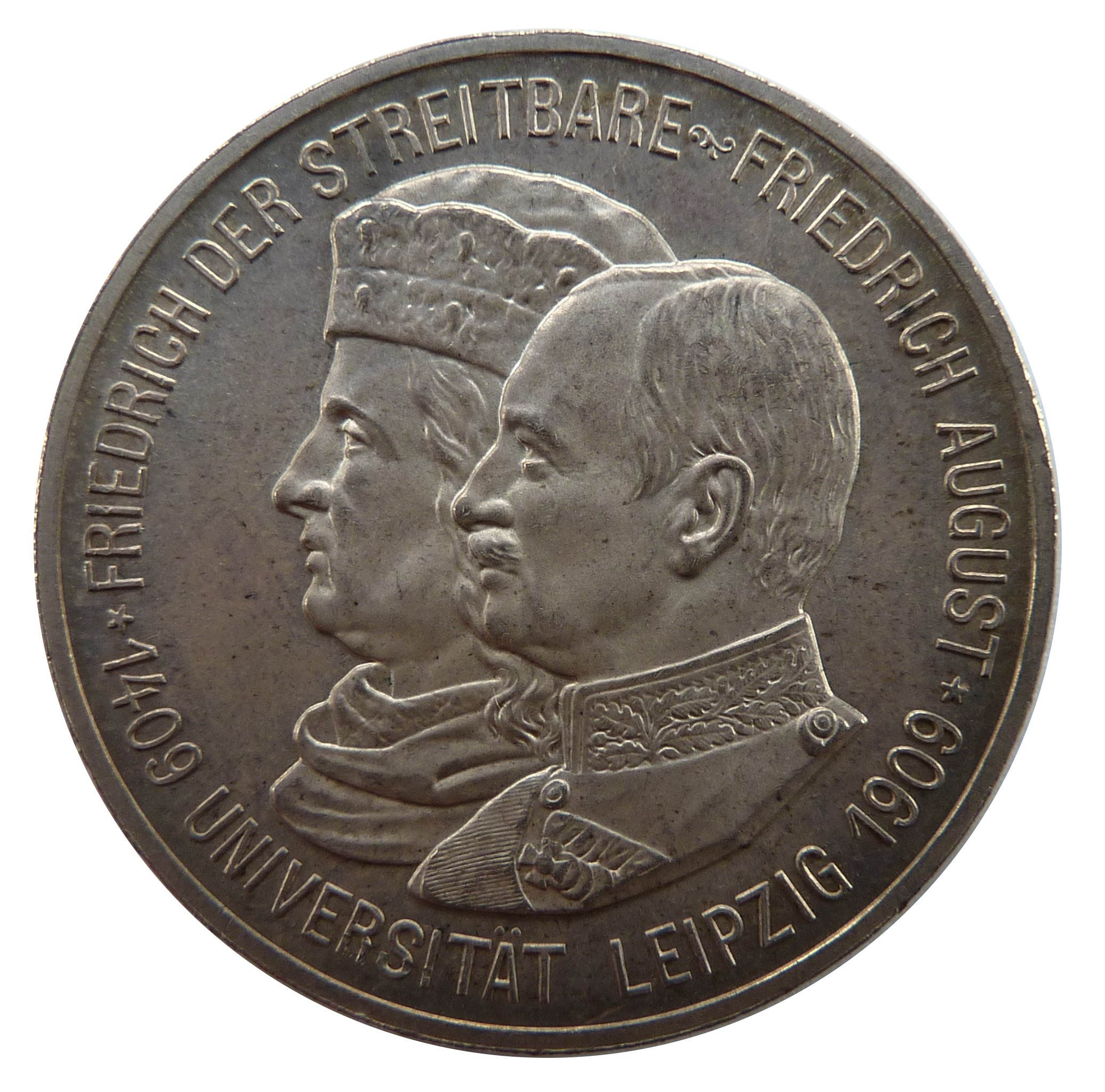
Deze herdenkingsmunt was Max Bardulecks laatste bekende werkstuk

Max Barduleck (Dresden, 1846 – aldaar, 1923) was een Duits kunstenaar en medailleur. Hij werd bekend als stempelsnijder en beeldhouwer van portretten op Saksische medailles zoals de Friedrich August-Medaille en de Carola-Medaille. Barduleck signeerde zijn werk met de initialen "MB". Hij was tot de sluiting van de Munt in Dresden in 1887 bij de Koninklijke Saksische Munt in Dresden als muntgraveur en stempelsnijder werkzaam voor de regering van Saksen.
Toen de Munt naar Muldenhütten verhuisde mocht Barduleck op zijn verzoek in Dresden blijven wonen. Hij bleef munten en medailles ontwerpen voor het Koninkrijk Saksen en de Groothertogdommen Mecklenburg-Schwerin en Mecklenburg-Strelitz. Gedurende 46 jaar was hij de ontwerper van de Saksische munten. Er zijn van zijn hand ook veel penningen en herinneringsmedailles bekend die door particulieren in opdracht waren gegeven.
Barduleck publiceerde een boek onder de titel Die letzten Jahre der Münze in Dresden: Werksverzeichnis 1865 bis 1911.